# 严庆清
严庆清（1925年—2012年6月10日），男，江苏吴县人，中华人民共和国学者、政治人物，山东大学教授，山东省人大常委会原副主任，第八届全国政协委员。